# Heliosia monosticta
Heliosia monosticta là một loài bướm đêm thuộc phân họ Arctiinae, họ Erebidae.